# Ракшня, Ульян Николаевич
Ульян Николаевич Ракшня (род. 2 февраля 1979) — российский самбист и дзюдоист, призёр чемпионата России по дзюдо, обладатель Кубка России по дзюдо, призёр Кубка мира по самбо, мастер спорта России международного класса по самбо. Заместитель директора департамента физической культуры и спорта Омской области.

## Спортивные результаты
- Мемориал Хмелёва-Анохина 2001 года, Омск — ;
- Чемпионат России по самбо 2001 года — ;
- Чемпионат России по самбо 2004 года — ;
- Чемпионат России по дзюдо 2007 года — .